# Hydrobates castro
El paíño de Madeira (Hydrobates castro), también denominado pamperito de Castro o paíño de Harcourt,  es una especie de ave procelariforme de la familia Hydrobatidae propia de las zonas cálidas y templadas de los océanos Atlántico y el Pacífico.

## Descripción
El paíño de Madeira mide de 19-21 cm y tiene una envergadura alar de 43-46 cm. Pesa entre 44-49 g. Su coloración general es de color oscuro y tiene una franja blanca en el obispillo y su cola está ligeramente bifurcada. Es similar al paíño boreal, pero éste tiene la cola más bifurcada y su mancha blanca es de distinta forma y se extiende más a los lados.

## Taxonomía
El paíño de Madeira se clasifica en el género Hydrobates, el único género de la familia de los paíños boreales, Hydrobatidae, la cual integra, junto a Oceanitidae (paíños australes) Diomedeidae (albatros) y Procellariidae (petreles y pardelas) el orden Procellariiformes.Los procelariformes son aves marinas que se caracterizan por tener picos con tubos nasales sobresalientes y alas largas y estrechas, que les permiten surcar los vientos planeando sobre el mar largas distancias.
El paíño de Madeira fue descrito por el naturalista inglés Edward Vernon Harcourt en 1851, con el nombre de Thalassidroma castro. Posteriormente fue trasladado al género Oceanodroma, creado por Ludwig Reichenbach en 1853. Finalmente, en 2021  la Unión Ornitológica Internacional, fusionó los géneros Oceanodroma e Hydrobates en un único género (Hydrobates) debido a que la familia era parafilética y el paíño de wilson pasó a formar parte del género Hydrobates. 
No se reconoce subespecies diferenciadas de paíño de Madeira. Su nombre científico deriva del griego, su género Hydrobates es la combinación de los términos Ὕδρος (hudro), «agua», y βάτης (bates), «que sube o monta». Por otro lado, su nombre específico procedería del término de los nativos de Madeira «roque de castro» para referirse a esta ave.

## Reproducción

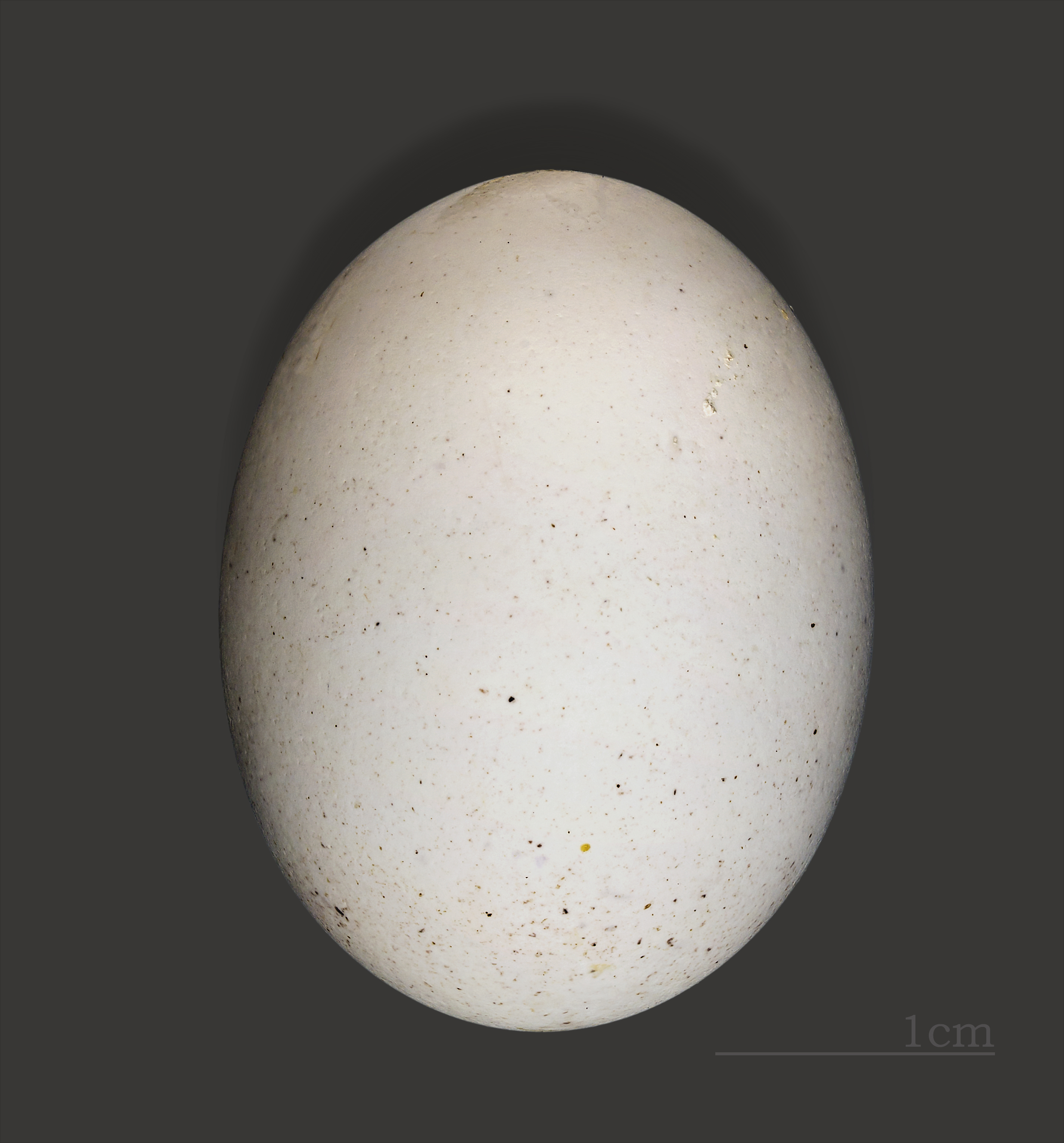
El huevo.

Cría únicamente en las islas de las zonas templadas de los océanos Atlántico y Pacífico, lo que comprende a las Azores y Madeira en el Atlántico y las Galápagos en el Pacífico. Anida en colonias cerca del mar en el interior de oquedades y grietas de las rocas. Ponen solamente un huevo blanco.
Aunque se reproducen durante todo el año recientes investigaciones han descubierto que existen dos poblaciones que usan los mismos sitios de anidamiento en diferentes estaciones, con picos de anidamiento en primavera y otoño. Además las dos poblaciones presentan diferencias en sus vocalizaciones y épocas de muda del plumaje.

## Comportamiento y alimentación
Fuera de la temporada de cría permanece en alta mar. Se alimenta picando la superficie del agua para atrapar a sus presas, invertebrados, pequeños vertebrados y algunas veces carroña. Ocasionalmente hace inmersiones poco profundas, de entre 40-120 cm por debajo de la superficie. Hay una profundidad máxima registrada de 170 cm y al parecer es muy poco probable y posiblemente errónea debida al mal funcionamiento del equipo de medición.
Este paíño se acerca a su lugar de anidamiento únicamente por la noche para evitar los ataques predatorios de las gaviotas y los págalos, evitando acercarse a tierra incluso en las noches claras de luna llena. Como la mayoría de los demás paíños y petreles su capacidad para caminar es limitada y se restringe a desplazarse torpemente hasta su cubil.